# 和仁貞吉

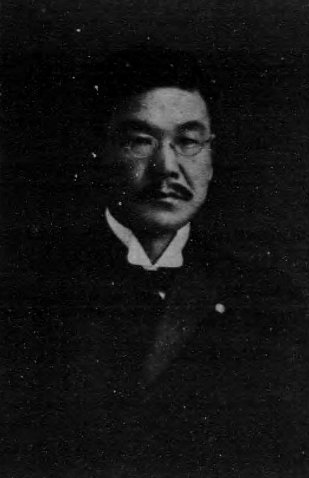
和仁貞吉

和仁 貞吉（わに ていきち、明治3年5月12日（1870年6月10日） - 昭和12年（1937年）12月3日）は、日本の判事（大審院長）、検事。

## 経歴
東京府出身。父の元利は宇都宮藩の藩医だった。1894年（明治27年）に東京帝国大学法科大学英法科を卒業し、司法官試補となる。1896年（明治29年）、浦和地方裁判所判事となり、東京区裁判所判事、東京地方裁判所部長、東京控訴院判事、東京控訴院部長、大審院判事、京都地方裁判所所長、大阪地方裁判所所長を歴任。その間の1920年（大正9年）4月には法学博士号を取得している。同年7月より検事となり、長崎控訴院検事長、大阪控訴院検事長、東京控訴院検事長を歴任した。
1924年（大正13年）、判事として東京控訴院院長に任命された。1931年（昭和6年）には大審院長に就任した。